# Vincetoxicum
Vincetoxicum es un género de plantas de la familia Apocynaceae. 

## Descripción
Son arbustos, hierbas erectas o, raramente, enredaderas herbáceas, alcanzan los 40-100 (-200) cm de alto, poco ramificadas, el látex de color; los rizomas presentes, que consisten en  órganos subterráneos finos, raíces fasciculadas. Las hojas son subsésiles o pecioladas;  herbáceas de papel, de 5-10 cm de largo, 2.8 cm de ancho, ovadas, obtusas basalmente, redondeadas o ligeramente cordadas, el ápice agudo a acuminado, marginalmente ciliado, adaxial glabra o escasamente puberulous en las venas, abaxialmente glabras o puberulous, pubescentes o aterciopelada principalmente en las venas.
Las inflorescencias son extra-axilares, a veces en pares, por lo general más cortas que las hojas adyacentes, con 5-20 flores, laxas, los pedúnculos casi tan largos como los pedicelos, tanto glabras como pubescentes. Las flores son nectaríferas.

## Taxonomía
El género fue descrito por Nathanael Matthaeus von Wolf y publicado en Genera Plantarum 130. 1776.

## Especies
- Vincetoxicum abyssinicum Kuntze
- Vincetoxicum boissieri (Kusnez.) Holub
- Vincetoxicum funebre  Boiss. & Kotschy
- Vincetoxicum hirundinaria Medik.
- Vincetoxicum linifolium, Balf.f.
- Vincetoxicum nigrum Moench